# Giuseppe Ducrot
Giuseppe Ducrot (* 4. September 1966 in Rom) ist ein italienischer Bildhauer.

## Leben
Der 1966 geborene Ducrot begann seine künstlerische Tätigkeit mit Temperamalerei und mit schwarz-weiß gehaltenen Zeichnungen. Während seines Militärdienstes malte er Porträtserien seiner Kameraden. Nach einer Phase des Experimentierens, unter anderen in den Werkstätten des figürlichen Malers Giovanni Colacicchi und des Bildhauers Vito Cipolla, wandte Ducrot sich schließlich der Skulptur zu. Trotz einiger Ausflüge in die Abstraktion orientiert der Künstler sich im größten Teil seines Œuvres stilistisch an den Plastiken der Römischen Kaiserzeit und des Hellenismus sowie an der barocken Bildhauerkunst. Er arbeitet in Ton, glasierter Keramik, Marmor und Bronzeguss. Ducrots Werk umfasst, neben zahlreichen Bozzetti, sowohl denkmalpflegerische Projekte als auch kirchliche wie private Auftragsarbeiten.
Seit 2013 ist Ducrot Mitglied der Päpstlichen Akademie der schönen Künste und der Literatur, Klasse für Bildhauerei. Er lebt und arbeitet in Rom.

## Werke (Auswahl)
Die Hauptwerke Ducrots stellen bisher dar:
- 1995 Büste des Mark Aurel für die Fassade der Galleria Borghese, Rom
- 1996 Nymphenherme für die Piazza Capo di Ferro, Rom
- 1999 Büsten-Reliquiar (Bronze) des Heiligen Filippo Neri für die Basilika San Giovanni Battista dei Fiorentini, Rom
- 2000 Füllhörner und Bacchus-Urne für die Galleria Borghese, Rom
- 2000 Altar, Ambo und Statue des Heiligen Benedikt für die Kathedrale von Nursia
- 2009 Monumentalstatue des Heiligen Benedikt in Cassino (Latium)[4]
- 2010 Monumentalstatue des Heiligen Annibale Maria Di Francia im Auftrag der Kongregation der Rogationisten des Herzens Jesu, Außennische des Petersdoms, Rom[5]
- 2011 Altar, Ambo und Kruzifix für die Kathedrale von Noto, Sizilien
- 2012 Statue des Heiligen Johannes des Täufers für die Basilika Santa Maria degli Angeli e dei Martiri, Rom[6]
- 2015 Fontäne, Le Sirenuse, Positano (Amalfi)[7]
- 2017 Evangelist Matthäus, Theatinerkirche, München (Entwurf/Modell von Giuseppe Ducrot, geschnitzt vom Südtiroler Bildhauer Gregor Prugger)[8]